# Konradijn
Konradijn of Koenradijn (Burg Wolfstein (bij Landshut), 25 maart 1252 – Napels, 29 oktober 1268) was de laatste mannelijke telg uit het vorstengeslacht Hohenstaufen. Hij was als Koenraad IV hertog van Zwaben, als Koenraad II koning van Sicilië en als Koenraad III koning van Jeruzalem.

## Leven
Konradijn heette eigenlijk Koenraad; Konradijn (van het Italiaanse Corradino) is daarvan een verkleinvorm. Hij werd na de dood van zijn vader, Koenraad IV, grotendeels opgevoed door zijn oom, Lodewijk de Strenge, hertog van Opper-Beieren. In 1258 deden geruchten de ronde dat hij was overleden. Zijn (half)oom, Manfred, als stadhouder/regent in Sicilië, liet zich daarop uitroepen tot koning van Sicilië. Hij was genoodzaakt zich terug te trekken in zijn Hertogdom Zwaben. Intussen escaleerde het conflict tussen Manfred en de paus.
Paus Urbanus IV zocht toenadering met Karel van Anjou, broer van Lodewijk IX van Frankrijk om het Koninkrijk Sicilië te veroveren. Dit leidde tot de Slag bij Benevento in 1266, waarbij Manfred om het leven kwam.
De Siciliaanse baronnen vroegen daarop hulp aan Konradijn. In augustus 1268 deed Konradijn een aanval op Rome, samen met markgraaf Frederik van Baden. Na deze slag werd Konradijn opgewacht door Karel van Anjou, die hem gevangennam. Hij werd enkele maanden later op 16-jarige leeftijd onthoofd.

## Voorouders
| Voorouders van Konradijn (1228-1254) | Voorouders van Konradijn (1228-1254)                               | Voorouders van Konradijn (1228-1254)                               | Voorouders van Konradijn (1228-1254)                               | Voorouders van Konradijn (1228-1254)                               | Voorouders van Konradijn (1228-1254)                             | Voorouders van Konradijn (1228-1254)                             | Voorouders van Konradijn (1228-1254)                             | Voorouders van Konradijn (1228-1254)                             |
| ------------------------------------ | ------------------------------------------------------------------ | ------------------------------------------------------------------ | ------------------------------------------------------------------ | ------------------------------------------------------------------ | ---------------------------------------------------------------- | ---------------------------------------------------------------- | ---------------------------------------------------------------- | ---------------------------------------------------------------- |
| Overgrootouders                      | Keizer Hendrik VI (1165-1197) ∞ Constance van Sicilië (1154-1198)  | Keizer Hendrik VI (1165-1197) ∞ Constance van Sicilië (1154-1198)  | Jan van Brienne (1148-1237) ∞ Maria van Jeruzalem (1192-1212)      | Jan van Brienne (1148-1237) ∞ Maria van Jeruzalem (1192-1212)      | Lodewijk de Kelheimer (1173-1231) ∞ Ludmilla van Bohemen (-)     | Lodewijk de Kelheimer (1173-1231) ∞ Ludmilla van Bohemen (-)     | Hendrik V van Brunswijk (1173-1227) ∞ Agnes van Staufen (-1248)  | Hendrik V van Brunswijk (1173-1227) ∞ Agnes van Staufen (-1248)  |
| Grootouders                          | Keizer Frederik II (1194-1250) ∞ Yolande van Jeruzalem (1212-1228) | Keizer Frederik II (1194-1250) ∞ Yolande van Jeruzalem (1212-1228) | Keizer Frederik II (1194-1250) ∞ Yolande van Jeruzalem (1212-1228) | Keizer Frederik II (1194-1250) ∞ Yolande van Jeruzalem (1212-1228) | Otto II van Beieren (1206-1253) ∞ Agnes van de Palts (1201-1267) | Otto II van Beieren (1206-1253) ∞ Agnes van de Palts (1201-1267) | Otto II van Beieren (1206-1253) ∞ Agnes van de Palts (1201-1267) | Otto II van Beieren (1206-1253) ∞ Agnes van de Palts (1201-1267) |
| Ouders                               | Koenraad IV (1228-1254) ∞ Elisabeth van Beieren (1227-1273)        | Koenraad IV (1228-1254) ∞ Elisabeth van Beieren (1227-1273)        | Koenraad IV (1228-1254) ∞ Elisabeth van Beieren (1227-1273)        | Koenraad IV (1228-1254) ∞ Elisabeth van Beieren (1227-1273)        | Koenraad IV (1228-1254) ∞ Elisabeth van Beieren (1227-1273)      | Koenraad IV (1228-1254) ∞ Elisabeth van Beieren (1227-1273)      | Koenraad IV (1228-1254) ∞ Elisabeth van Beieren (1227-1273)      | Koenraad IV (1228-1254) ∞ Elisabeth van Beieren (1227-1273)      |